# Brooke Bennett
Brooke Marie Bennett (ur. 6 maja 1980 w Tampa) – amerykańska pływaczka, wielokrotna medalistka olimpijska.
Specjalizowała się w stylu dowolnym. W 1996 w Atlancie wywalczyła złoty medal na dystansie 800 m kraulem. Cztery lata później obroniła tytuł i dołożyła złoto na dystansie dwa razy krótszym. Wielokrotnie stawała na podium mistrzostw świata (złoto w 1998 na 800 m). Nie udała się jej awansować do reprezentacji na igrzyska w Atenach.

## Starty olimpijskie
Atlanta 1996
- 800 m kraulem - złoto

Sydney 2000
- 400 m kraulem, 800 m kraulem - złoto